# Rhagoduna kambyses
Rhagoduna kambyses är en spindeldjursart som beskrevs av Roewer 1933. Rhagoduna kambyses ingår i släktet Rhagoduna och familjen Rhagodidae. Inga underarter finns listade i Catalogue of Life.